# Абдулов, Шакир Гафиятович
Шакир Гафиятович Абдулов (1896 год, Тарказы, Уфимская губерния — 1952 год) — партийный и государственный деятель. Член РКП(б).
Делегат трёх съездов Советов РСФСР, I съезда Советов СССР (его подпись стоит под Договором об образовании СССР).

## Биография
Шакир Гафиятович Абдулов родился 1896 года в деревне Тараказы, Уфимской губернии.
В 1911-1915 годах был батраком у зажиточных землевладельцев.
С 1915 года по 1917 год в русской армии на фронтах Первой мировой войны.
С января по июнь 1918 года служил милиционером Белебеевской уездной советской милиции, в августе-декабре того же года — красноармейцем отряда имени Всероссийского центрального исполнительного комитета (ВЦИК), освобождавшего город Белебей от белочехов.
С 1919 года по 1920 год в РККА.
С декабря 1918 года — сотрудник Белебеевского уездного ревкома и исполкома, красноармеец 27-й дивизии Рабоче-крестьянской Красной Армии (РККА).
С 1921 года — ответственный секретарь Белебеевского уездного и кантонного комитета Российской коммунистической партии (большевиков) (РКП(б)).
С 1920 года — секретарь исполнительного комитета Белебеевского кантонного Совета Башкирской АССР.
В июле 1927 года — председатель исполнительного комитета Белебеевского кантонного Совета Башкирской АССР.
С 23 июля 1927 года по апрель 1929 года — народный комиссар внутренних дел Башкирской АССР. Был освобождён по болезни.
В 1934-1950 годах — директор Раевского, Янаульского, Белебеевского мясокомбинатов Наркомпищепрома РСФСР.
Шакир Абдулов Гафиятович умер 1952 года.